# Sciapus brevitarsis
Sciapus brevitarsis är en tvåvingeart som beskrevs av Octave Parent 1932. Sciapus brevitarsis ingår i släktet Sciapus och familjen styltflugor. Inga underarter finns listade i Catalogue of Life.